# Калатани (Бихор)
Калатани (рум. Călătani) насеље је у Румунији у округу Бихор у општини Тиљагд. Oпштина се налази на надморској висини од 177 m.

## Становништво
Према подацима из 2002. године у насељу је живело 226 становника, од којих су сви румунске националности.